# Локалидад син Номбре, Елисео Дијаз Риос (Дуранго)
Локалидад син Номбре, Елисео Дијаз Риос (шп. Localidad sin Nombre, Eliseo Díaz Ríos) насеље је у Мексику у савезној држави Дуранго у општини Дуранго. Насеље се налази на надморској висини од 1370 м.

## Становништво
Према подацима из 2005. године у насељу су живела 3 становника.

### Хронологија
| Година       | 2005 |
| ------------ | ---- |
| Становништво | 3    |

### Попис
| # | Индикатор                        | Вредност |
| - | -------------------------------- | -------- |
| 1 | Укупно појединачних домаћинстава | 2        |